# Courtney Fortson
Courtney Fortson (Montgomery, Alabama; 23 de mayo de 1988) es un jugador de baloncesto estadounidense que pertenece a la plantilla del Denain Voltaire Basket de la Pro B francesa. Con 1,80 metros de estatura, juega en la posición de base.

## Trayectoria deportiva

### Universidad
Jugó durante dos temporadas con los Razorbacks de la Universidad de Arkansas, en las que promedió 16,0 puntos, 5,4 rebotes y 5,9 asistencias por partido. En su primera temporada fue titular en 28 de 29 partidos disputados, promediando 14,8 puntos y 5,5 asistencias, siendo incluido en el mejor quinteto freshman de la Southeastern Conference. En su segunda temporada fue incluido en el segundo mejor quinteto de la conferencia, tras promediar 17,9 puntos y 5,9 asistencias. Finalizada su temporada sophomore, decidió ser elegible para el Draft de la NBA.

### Profesional
Tras no ser elegido en el Draft de la NBA de 2010, fichó por el CSA Steaua București de la liga rumana, con los que disputó el FIBA EuroChallenge, promediando 9,8 puntos, 4,5 rebotes y 4,0 asistencias por partido.
Al término de la temporada regresó a su país, fichando por los Reno Bighorns de la NBA D-League, donde jugó 5 partidos en los que apenas promedió 1,5 puntos por partido. Al año siguiente comenzó la temporada en Los Angeles D-Fenders, pero debido a las lesiones de Chris Paul y Mo Williams, fue reclamado por Los Angeles Clippers de la NBA, jugando 4 partidos en los que promedió 4,3 puntos y 2,0 rebotes.
Regresó a la liga de desarrollo hasta que en el mes de marzo ficha por Houston Rockets por 10 días, siendo finalmente renovado hasta final de temporada. Sin embargo, el 5 de abril es asignado a los Rio Grande Valley Vipers de la NBA D-League.
Llegó al Banvit en 2016 tras una primorosa temporada en la VTB con el Avtodor (2º máximo anotador y asistente de la liga). Esa temporada confirmó su explosión como jugador, el base zurdo y pequeño pero físicamente una roca, demostró su enorme polivalencia firmando sendos triples-dobles en Eurocup y BSL. Mejor penetrador que tirador, es muy complicado pararlo cuando va camino al aro dada su potencia física. Ha promediado en BSL 16.3 puntos, 4.4 rebotes y 6.5 asistencias.
El 2 de febrero de 2021, firma por el AS Mónaco Basket de la Pro A francesa.
El 26 de julio de 2021, firma por el Bnei Herzliya de la Ligat ha'Al hasta el final de la temporada.
El 26 de octubre de 2022, firma por el Spójnia Stargard de la Polska Liga Koszykówki. En la jornada 9 de liga es designado MVP.
[actualizar]

## Estadísticas de su carrera en la NBA

### Temporada regular
| Año     | Equipo        | PJ | PT | MPP  | %TC  | %3P  | %TL  | RPP | APP | ROB | TPP | PPP |
| ------- | ------------- | -- | -- | ---- | ---- | ---- | ---- | --- | --- | --- | --- | --- |
| 2011–12 | L.A. Clippers | 4  | 0  | 11.5 | .417 | .250 | .667 | 2.0 | 1.3 | .0  | .0  | 4.3 |
| 2011–12 | Houston       | 5  | 0  | 7.2  | .313 | .143 | .750 | 1.2 | .8  | .4  | .0  | 2.8 |
| Total   | Total         | 9  | 0  | 9.1  | .357 | .182 | .692 | 1.6 | 1.0 | .2  | .0  | 1.4 |